# Cá chòi
Cá chòi (tên khoa học: Channa gachua) là một loài cá lóc nhỏ, có chiều dài tới 29 cm (11 inch) nhưng trung bình chỉ khoảng 5 cm (2 inch) và trọng lượng tới 0,2 kg.
Nó có thể được tìm thấy trong các nước châu Á từ Pakistan đến Indonesia. Các nhà ngư học hiện đại cho rằng loài cá này là một phức hợp loài, trong đó khoảng 3-4 loài có quan hệ họ hàng rất gần. Vì màu sắc đẹp và kích thước nhỏ, nó là một loài cá cảnh và thường được lưu giữ trong hồ. Nó là một nhóm cá ấp miệng và ăn nhiều loại thức ăn bao gồm côn trùng và cá nhỏ, nhưng không có động vật như ếch. Nó là một con cá khỏe mạnh có thể chịu đựng được những thay đổi lớn về nhiệt độ và nồng độ axit.
Ở Manipur, Ấn Độ nó được gọi là Ngamu (Nga mu), nó được tìm thấy trên khắp kênh rạch, sông, hồ Manipur.

## Phân bố
Channa gachua được coi là một phức hợp loài nên cần thiết phải đánh giá lại và có sửa đổi phân loại để đảm bảo tính hợp lệ của danh pháp này cũng như phạm vi phân bố thật sự nếu nó là loài hợp lệ.
Như được định nghĩa tới nay thì loài này có phạm vi phân bố rất rộng và không có bất kỳ mối đe dọa quy mô lớn nào cả nên được đánh giá là loài ít quan tâm. Phạm vi phân bố hiện tại được coi là từ Iran, Iraq, Afghanistan, Pakistan, Nepal, Ấn Độ, Sri Lanka, Bangladesh, Bhutan, Trung Quốc, Myanmar, Thái Lan, Lào, Campuchia, Việt Nam, Malaysia, Indonesia và Singapore.

## Hình ảnh

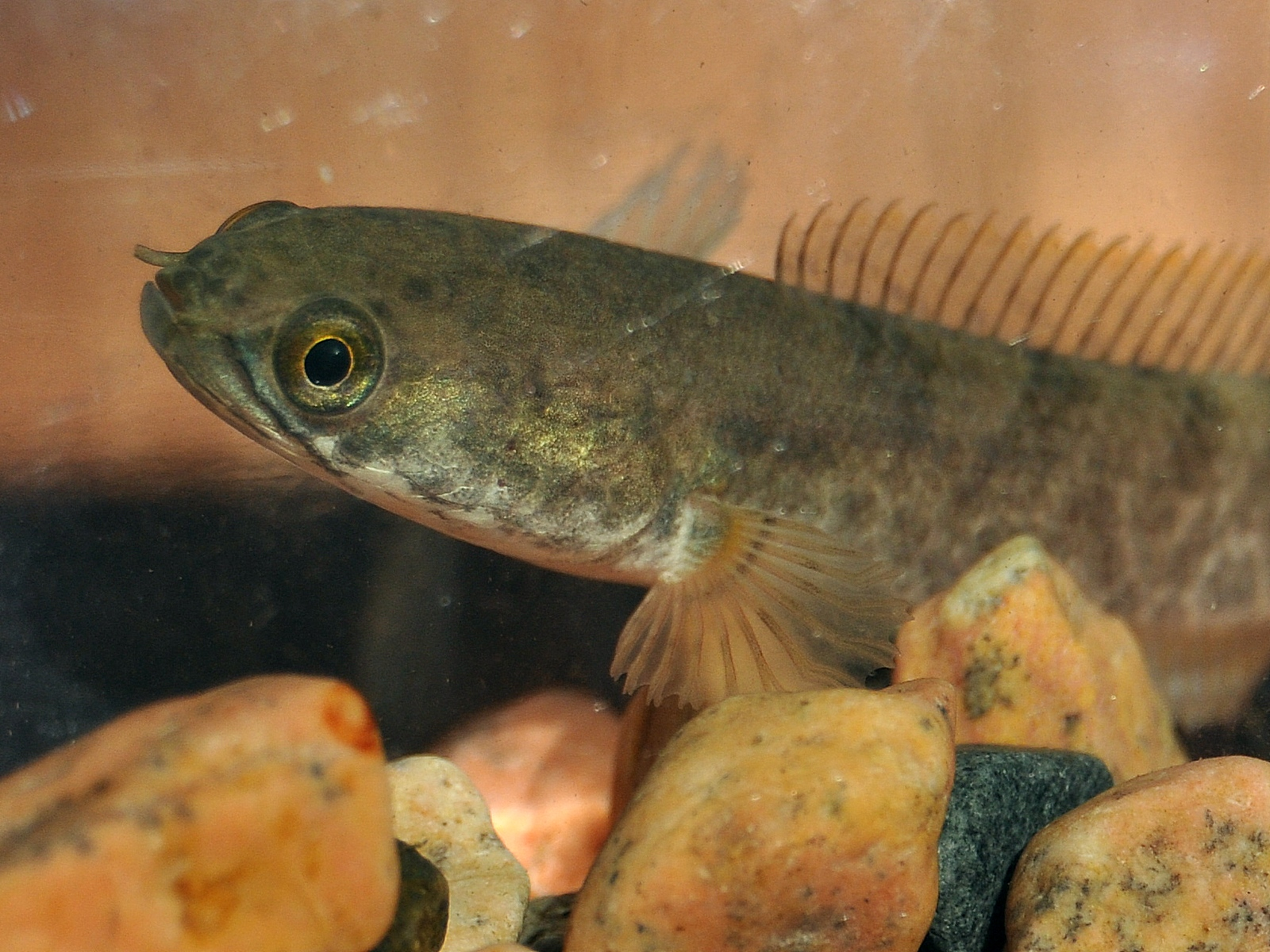
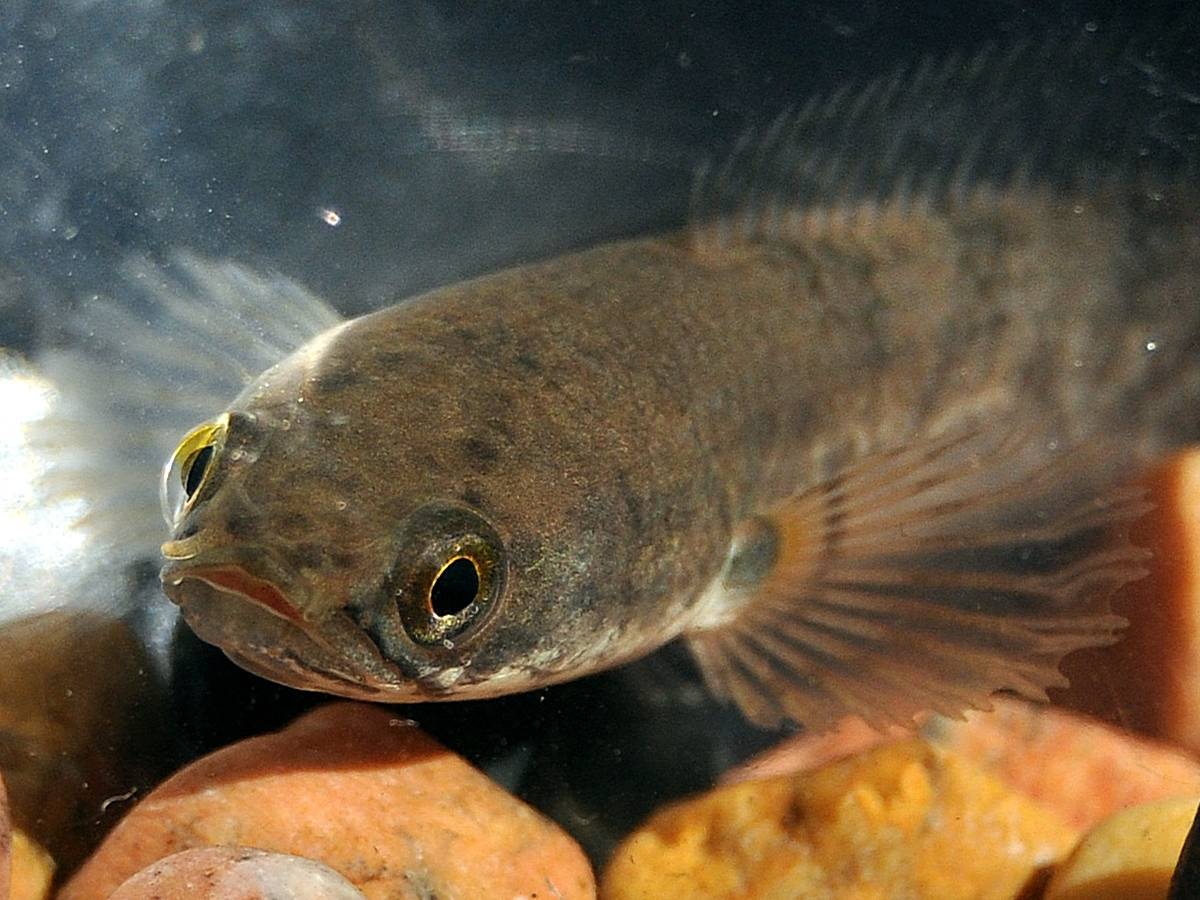
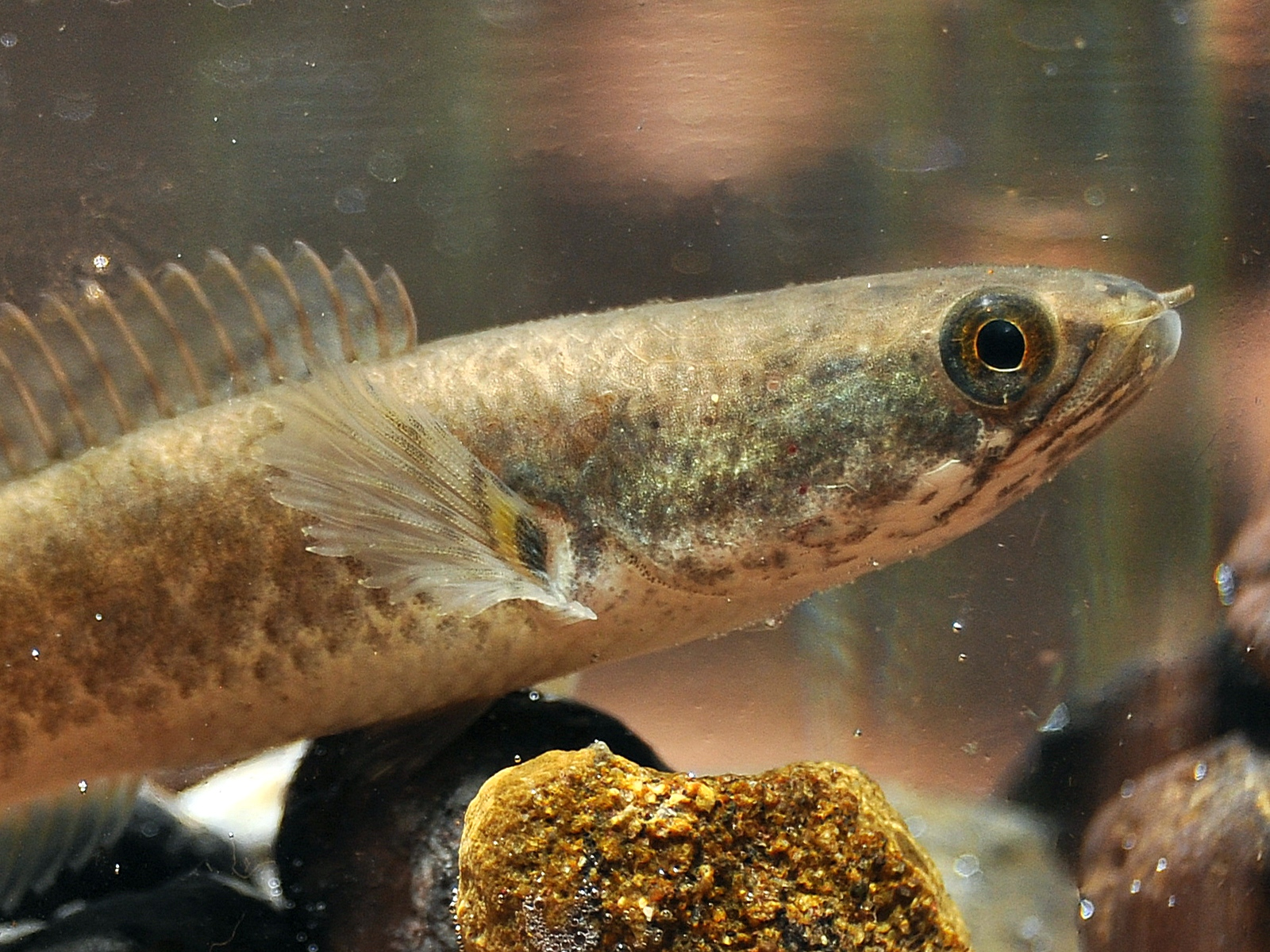
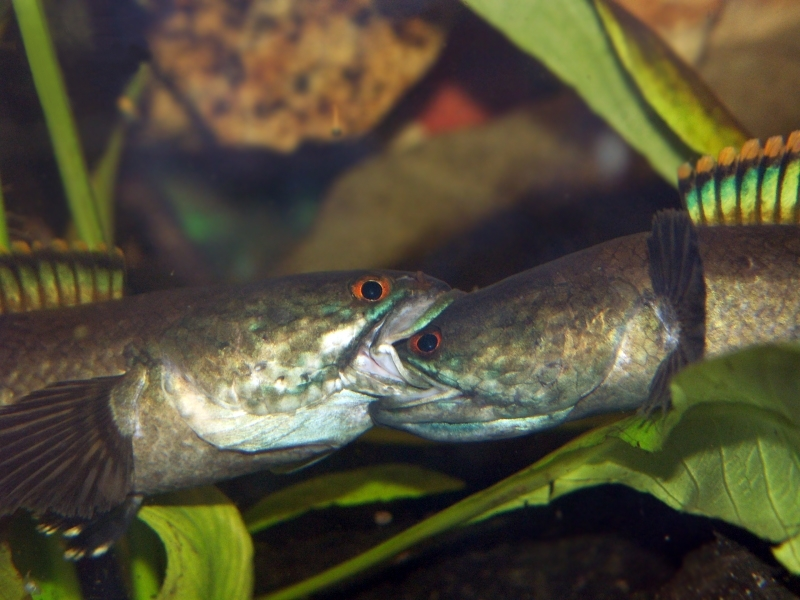
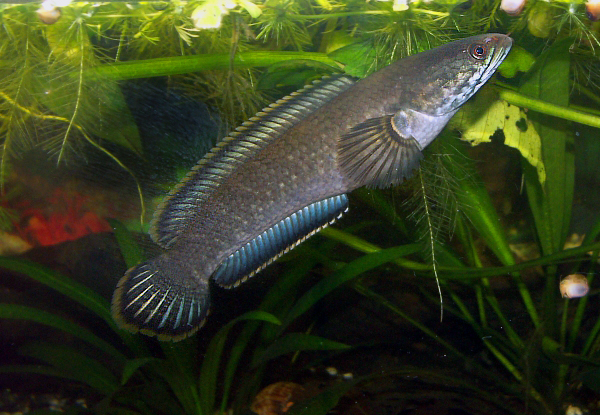
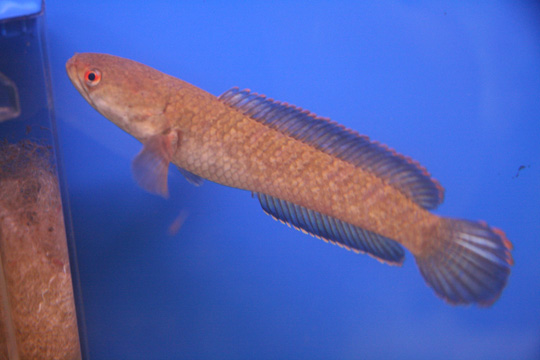